# Полікарп I (візантійський єпископ)
Полікарп I (грец. Πολύκαρπος Α΄) — Візантійський єпископ у 71–89 роках.
Після того, як єпископський престол протягом 3 років був вакантний, Полікарп був обраний єпископом як спадкоємець Онисима І  в 71 році нашої ери. Він обіймав престол 18 років до смерті у 89 році. Останні 8 років, після 81 віку, на його очолення Візантійської церкви припало переслідування християн імператором Доміціаном.
Мощі Полікарпа І, як і його попередників, зберігаються в соборі Аргіруполіс.